# Vanilla ruiziana
Vanilla ruiziana là một loài thực vật có hoa trong họ Lan. Loài này được Klotzsch miêu tả khoa học đầu tiên năm 1846.